# Михалевский, Борис Натанович
Борис Натанович Михалевский (1930—1973) — советский учёный-экономист, доктор экономических наук (1963); заведующий лабораторией Центрального экономико-математического института АН СССР, заместитель главного редактора журнала «Экономика и математические методы».

## Биография
Родился в 1930 году в Москве в семье работника авиационного завода Натана Фадеевича Михалевского и Марии Каган. Внук учёного Ф. И. Михалевского.
Учился в московской школе, во время Великой Отечественной войны семья эвакуировалась в Башкирию. Вернувшись из эвакуации, окончил школу в 1947 году.
В 1952 году окончил Московский государственный университет, получив историческое образование, что впоследствии помогало ему в работе экономиста, оценивая экономику в широкой перспективе. После окончания университета, был распределён в деревню Троекурово Рязанской области, где преподавал в школе историю. Преодолев трудности, после смерти Сталина вернулся в Москву. Сначала работал в журнале «Социалистический труд», а затем в 1955 году перешел на работу по специальности — в сектор Германии Института мировой экономики и международных отношений АН СССР. В 1957 году поступил на работу в Лабораторию по применению математических методов в экономике, созданную академиком В. С. Немчиновым.
Погиб в байдарочном походе по речке Угре, притоку Оки, 5 мая 1973 года. Похоронен в Москве на Ваганьковском кладбище.

## Научная деятельность
Б. Н. Михалевский считается[кем?] крупным и оригинально мыслящим советским экономистом послевоенного периода, признанным профессионалом в одной из сложнейших научных областей — экономико-математическом моделировании и анализе социально-экономических процессов. Является основателем научного направления — среднесрочного прогнозирования.
Интересно, что данные Михалевского о реальном состоянии советской экономики, основанные на официальных статистических источниках, были использованы в листовке «кружкa Л. Н. Краснопевцевa» в 1957 году, за что Борис Натанович допрашивался КГБ.